# ريد دوسن
ريد دوسن (بالإنجليزية: Red Dawson)‏ هو لاعب كرة قدم أمريكية ومدرب رياضي أمريكي، ولد في 20 ديسمبر 1906 في منيابولس في الولايات المتحدة، وتوفي في 10 يونيو 1983.